# Lori de Meek
Charmosyna meeki
Espèce
Statut de conservation UICN

 NT  : Quasi menacé
Statut CITES
Le Lori de Meek (Charmosyna meeki) est une espèce d'oiseaux appartenant à la famille des Psittacidae.

## Description
Cet oiseau est proche du Lori des palmiers et du Lori à menton rouge. Il est un peu plus petit puisqu'il mesure environ 16 cm mais son bec, ses iris et ses pattes sont également orange. Il présente une marque bleue sur la calotte et une bande brune sur le cou reliant les deux épaules. Il arbore aussi deux bandes sous-ailaires bleues.

## Répartition
Cet oiseau vit sur les Îles Salomon dans les forêts primaires montagneuses à plus de 300 m d'altitude.